# Corema (geografía)
Un corema ("espacio comprendido") es un concepto de la ciencia geográfica que significa "representación gráfica del espacio en su estructura elemental".
Roger Brunet ofreció, en 1973, un listado de entre 20 y 30 "coremas básicos".

## Literatura
- Roger Brunet. La carte: mode d'emploi. Paris: Fayard, 1987. ISBN 978-2-213-01848-5